# Max de Jong (voetballer)
Max de Jong (Den Haag, 11 december 1968) is een gewezen Nederlandse voetballer. Hij werd in 2025 keeperstrainer bij Sparta Rotterdam. In het verleden was hij doelman bij onder meer ADO Den Haag en FC Den Bosch en keeperstrainer bij RSC Anderlecht.

## Carrière
Max de Jong groeide op in Voorburg, waar hij bij de jeugd voetbalde voor de amateurverenigingen Wilhelmus en TONEGIDO. De Nederlandse doelman maakte in 1990 bij Telstar zijn debuut in de eerste divisie. Omdat hij er als reservedoelman amper aan spelen toekwam, maakte hij in 1993 de overstap naar reeksgenoot Haarlem. Daar kwam hij 14 keer in actie.
Na een seizoen vertrok De Jong naar Den Haag, waar hij een contract tekende bij FC Den Haag. Als reservedoelman kwam hij nauwelijks in actie, pas in 1998, toen de club in ADO Den Haag veranderd was, werd De Jong gepromoveerd tot eerste keeper.
In 2000 belandde de toen 32-jarige doelman bij FC Den Bosch. Hij werd er opnieuw reservedoelman. In zijn eerste seizoen promoveerde Den Bosch naar de eredivisie. De Jong speelde nog 9 wedstrijden op het hoogste niveau, alvorens een punt achter zijn professionele spelersloopbaan te zetten. Nadien speelde hij wel nog een jaar voor Katwijk, RKVV Westlandia en VUC.

## Statistieken
| Seizoen | Club         | Competitie     | Competitie | Competitie |
| Seizoen | Club         | Competitie     | Wed.       | Dlp.       |
| ------- | ------------ | -------------- | ---------- | ---------- |
| 1990/91 | Telstar      | Eerste divisie | 18         | 0          |
| 1991/92 | Telstar      | Eerste divisie | 1          | 0          |
| 1992/93 | Telstar      | Eerste divisie | 1          | 0          |
| 1993/94 | Haarlem      | Eerste divisie | 14         | 0          |
| 1994/95 | FC Den Haag  | Eerste divisie | 5          | 0          |
| 1995/96 | FC Den Haag  | Eerste divisie | 13         | 0          |
| 1996/97 | ADO Den Haag | Eerste divisie | 1          | 0          |
| 1997/98 | ADO Den Haag | Eerste divisie | 3          | 0          |
| 1998/99 | ADO Den Haag | Eerste divisie | 32         | 0          |
| 1999/00 | ADO Den Haag | Eerste divisie | 25         | 0          |
| 2001/02 | FC Den Bosch | Eerste divisie | 4          | 0          |
| 2001/02 | FC Den Bosch | Eredivisie     | 9          | 0          |
| Totaal  | Totaal       | Totaal         | 126        | 0          |

## Trainer
Reeds als speler ging Max de Jong aan de slag als keeperstrainer. Hij trainde de jeugd van ADO Den Haag, de keepers van het Nederlands vrouwenvoetbalelftal en VUC alvorens hij in 2010 terugkeerde naar Den Haag. Hij volgde er René Stam op als keeperstrainer. In het seizoen 2010/11 werkte De Jong er samen met hoofdtrainer John van den Brom, die hem in 2012 naar RSC Anderlecht haalde. In 2024 ging De Jong weer samenwerken als keeperstrainer met Van den Brom, ditmaal bij Vitesse. In 2025 ging hij als keeperstrainer naar Sparta Rotterdam en doet tevens de keepers van DHC Delft.